# London 2012: The Official Video Game of the Olympic Games
London 2012: The Official Video Game of the Olympic Games – oficjalna gra Igrzysk Olimpijskich 2012 w Londynie wyprodukowana przez SEGA i wydana w Polsce przez CD Projekt. Jej światowa premiera odbyła się 26 czerwca 2012 roku, natomiast europejska trzy dni później.